# Darlene
Darlene ist ein weiblicher Vorname.

## Varianten
- Darlen
- Darleen
- Darlin
- Darline
- Dalin
- Dalene
- Dalinn
- Darlyn
- Darleene
- Darlien

## Bekannte Namensträgerinnen
- Darlene Cates (1947–2017), US-amerikanische Schauspielerin
- Darlene Conley (1934–2007), irisch-amerikanische Schauspielerin
- Darlene Hard (1936–2021), US-amerikanische Tennisspielerin
- Darlene Hooley (* 1939), US-amerikanische Politikerin
- Darlene Lewis, englische Popsängerin
- Darlene Love (* 1941), US-amerikanische Sängerin und Schauspielerin
- Dalene Matthee (1938–2005), südafrikanische Schauspielerin
- Darlene de Souza Reguera (* 1990), brasilianische Fußballspielerin
- Darlene Zschech (* 1965), australische christliche Sängerin